# 寿 (台東区)
寿（ことぶき）は、東京都台東区の地名。現行行政地名は寿一丁目から寿四丁目。住居表示実施済区域。

## 地理
浅草・雷門の南、蔵前の北に位置し、浅草地域に属する。浅草から一歩入った静かな住宅街でオフィスや古くからの商店がある。北部は、浅草通りに接しこれを境に西浅草・雷門にそれぞれ接する（地名はいずれも台東区）。東部は駒形に接する。南部は春日通りに接し、これを境に蔵前に接する。西部は新堀通りに接しこれを境に元浅草に接する。また当地をほぼ中央に分ける形で南北方向に国際通りが通っている。

## 歴史
旧浅草区としては、 浅草寿町・浅草田原町・浅草黒船町・浅草新福富町・浅草森下町・浅草駒形町・浅草三間町・浅草高原町・浅草栄久町の範囲に当たる。
明治3年（1870年）、当時の石浜町、真砂町、黒沢町、福川町の四つの町が合併し、縁起をかついで「浅草寿町」と名づけられた。しかしこの浅草寿町は丁目には分けられておらず町域も狭く、現在の町名でいうと寿三丁目北部、寿四丁目の北側と東側一部を除く地域だった。その後昭和9年（1934年）に新福富町や高原町などを合併し町域を広げ、一丁目から三丁目にまで分けられた。昭和39年（1964年）10月1日、住居表示の実施によって寿一～三丁目に四丁目を追加した形に再び編成されたが、この時近隣の菊屋橋一～二丁目は元浅草と寿に組み込まれ、行政地名としての菊屋橋は消滅した。

### 主な地名の変遷
| 江戸時代の地名/年代 | 明治2年            | 明治3年        | 昭和9年    | 昭和11年     | 昭和39年以降（現在） |
| ------------------- | ------------------ | -------------- | ---------- | ------------ | -------------------- |
| 桃林寺門前          | 浅草森下町         | →              | 寿町二丁目 | →            | 寿一丁目             |
| 金蔵寺門前          | 浅草森下町         | →              | 寿町二丁目 | →            | 寿一丁目             |
| 浄土竜宝寺門前      | 浅草栄久町         | →              | →          | 菊屋橋一丁目 | 寿一丁目             |
| 山本屋敷            | 浅草栄久町         | →              | →          | 菊屋橋二丁目 | 寿二丁目             |
| 金六屋敷            | 浅草栄久町         | →              | →          | 菊屋橋二丁目 | 寿二丁目             |
| 実相寺門前          | 浅草栄久町         | →              | →          | 菊屋橋二丁目 | 寿二丁目             |
| 常福寺門前          | 浅草栄久町         | →              | →          | 菊屋橋二丁目 | 寿二丁目             |
| 金龍寺門前          | 浅草高原町         | →              | 寿町三丁目 | →            | 寿二丁目             |
| 高原屋敷            | 浅草高原町         | →              | 寿町三丁目 | →            | 寿二丁目             |
| 本法寺門前          | 浅草高原町         | →              | 寿町三丁目 | →            | 寿二丁目             |
| 真砂町              | →                  | 浅草寿町       | 寿町三丁目 | →            | 寿二丁目             |
| 元鳥越町新地        | 浅草新福富町       | →              | 寿町一丁目 | →            | 寿三丁目             |
| 新旅籠町代地        | 浅草新福富町       | →              | 寿町一丁目 | →            | 寿三丁目             |
| 天王町上ゲ地        | 浅草新福富町       | →              | 寿町一丁目 | →            | 寿三丁目             |
| 黒船町代地          | 浅草黒沢町         | 浅草寿町       | 寿町二丁目 | →            | 寿四丁目             |
| 三好町代地          | 浅草黒沢町         | 浅草寿町       | 寿町二丁目 | →            | 寿四丁目             |
| 御掃除屋敷          | 浅草石浜町         | 浅草寿町       | 寿町二丁目 | →            | 寿四丁目             |
| 福川町              | →                  | 浅草寿町       | 寿町三丁目 | →            | 寿四丁目             |
| 吹上御庭方拝領屋敷  | 隣町の稲川町に合併 | 浅草寿町に編入 | 寿町三丁目 | →            | 寿四丁目             |
| 三島西蔵院門前      | 真砂町に合併       | 浅草寿町       | 寿町三丁目 | →            | 寿四丁目             |

### その他
- 現在の田原町交差点南西角の一画は、幕府御用達の茶碗商高原家が承応3年（1654年）に土地を拝領し高原屋敷と呼ばれた場所である。敷地内には茶碗を焼く窯場もあったが、天明6年（1786年）の水害で損壊したので以後茶碗は上方でこしらえるようになり、当地には屋敷跡だけ残ったという。
- 明治7年（1874年）から浅草寿町十番地（現寿三丁目）に幼少時代の夏目漱石が住んでいた。当時、浅草寿町戸田小学校に通う。隣の駒形にも住んでいた記録がある。
- 天王町の「上ゲ地」とは上知令による没収地を指す。

## 世帯数と人口
2025年（令和7年）3月1日現在（台東区発表）の世帯数と人口は以下の通りである。
| 丁目     | 世帯数    | 人口    |
| -------- | --------- | ------- |
| 寿一丁目 | 1,198世帯 | 1,981人 |
| 寿二丁目 | 538世帯   | 916人   |
| 寿三丁目 | 1,591世帯 | 2,626人 |
| 寿四丁目 | 697世帯   | 1,145人 |
| 計       | 4,024世帯 | 6,668人 |

### 人口の変遷
国勢調査による人口の推移。
| 年                 | 人口  |
| ------------------ | ----- |
| 1995年（平成7年）  | 4,095 |
| 2000年（平成12年） | 4,409 |
| 2005年（平成17年） | 4,912 |
| 2010年（平成22年） | 5,289 |
| 2015年（平成27年） | 5,714 |
| 2020年（令和2年）  | 6,683 |

### 世帯数の変遷
国勢調査による世帯数の推移。
| 年                 | 世帯数 |
| ------------------ | ------ |
| 1995年（平成7年）  | 1,667  |
| 2000年（平成12年） | 2,026  |
| 2005年（平成17年） | 2,377  |
| 2010年（平成22年） | 2,823  |
| 2015年（平成27年） | 3,105  |
| 2020年（令和2年）  | 3,750  |

## 学区
区立小・中学校に通う場合、学区は以下の通りとなる（2023年9月現在）。
| 丁目     | 番地              | 小学校             | 中学校                   |
| -------- | ----------------- | ------------------ | ------------------------ |
| 寿一丁目 | 10〜14番 20〜21番 | 台東区立蔵前小学校 | 台東区立御徒町台東中学校 |
| 寿一丁目 | 1〜9番 15〜19番   | 台東区立蔵前小学校 | 台東区立浅草中学校       |
| 寿二丁目 | 全域              | 台東区立蔵前小学校 | 台東区立浅草中学校       |
| 寿三丁目 | 全域              | 台東区立田原小学校 | 台東区立浅草中学校       |
| 寿四丁目 | 全域              | 台東区立田原小学校 | 台東区立浅草中学校       |

## 交通
鉄道
- 都営地下鉄大江戸線○蔵前駅
- 東京メトロ銀座線○田原町駅 - 出入口が設けられている（所在地：西浅草）。

都営バス・京成バス東京 浅草寿町停留所

道路
- 東京都道462号蔵前三ノ輪線（国際通り）

## 事業所
2021年（令和3年）現在の経済センサス調査による事業所数と従業員数は以下の通りである。
| 丁目     | 事業所数  | 従業員数 |
| -------- | --------- | -------- |
| 寿一丁目 | 182事業所 | 1,441人  |
| 寿二丁目 | 131事業所 | 1,672人  |
| 寿三丁目 | 184事業所 | 1,582人  |
| 寿四丁目 | 121事業所 | 1,064人  |
| 計       | 618事業所 | 5,759人  |

### 事業者数の変遷
経済センサスによる事業所数の推移。
| 年                 | 事業者数 |
| ------------------ | -------- |
| 2016年（平成28年） | 615      |
| 2021年（令和3年）  | 618      |

### 従業員数の変遷
経済センサスによる従業員数の推移。
| 年                 | 従業員数 |
| ------------------ | -------- |
| 2016年（平成28年） | 6,058    |
| 2021年（令和3年）  | 5,759    |

### 主な企業
- 全日本建設運輸連帯労働組合
- 日本喫煙具協会
- 甲南電機製作所
- 千趣会（東京本社）
- 永山
- ノア精密
- メヒコ商事

## 施設
- 台東区立寿区民会館
- 金龍寺 - 臨済宗の仏教寺院。もと八丁堀にあったが寛永12年（1635年）この地に移転。
- 金蔵寺 - 天台宗の仏教寺院。慶長16年（1611年）八丁堀に創建、のちこの地に移転。
- 本法寺 - 日蓮宗の仏教寺院。天正19年（1591年）の創建。
- 玉宗寺 - 曹洞宗の仏教寺院。慶長16年八丁堀に創建、寛永12年に当地に移転。
- 常福寺 - 天台宗の仏教寺院。古くは辰ノ口にあったが、各地を移転してこの地に至る。
- 眞敬寺 - 真宗大谷派の仏教寺院。
- 桃林寺 - 臨済宗の仏教寺院。寛永12年に八丁堀からこの地に移転。

## その他

### 日本郵便
- 郵便番号 : 111-0042[3]（集配局 : 浅草郵便局[14]）。